# Пророчество Грипира
«Пророчество Грипира» (исл. Grípisspá) — одно из сказаний древнескандинавского «Королевского кодекса» (XIII век), входящее в состав «Старшей Эдды». Его причисляют к «песням о героях».
«Пророчество» представляет собой введение к сказаниям о Сигурде и кратко излагает их содержание (исследователи видят здесь подражание мифологическим пророчествам). Герой приезжает к своему дяде, конунгу по имени Грипир (брату Хьёрдис), и тот предсказывает племяннику будущее. Сигурд станет выше всех прочих конунгов и обретёт невиданную славу: он отомстит за деда сыновьям Хундинга, убьёт дракона Фафнира и завладеет его сокровищами, освободит от чар спящую на горе деву. С большой неохотой Грипир рассказывает о последующих событиях. Сигурд обменяется клятвами верности с Брюнхильд, но позже из-за обмана бургундских конунгов Гьюкунгов забудет её и, сменив облик, добьётся её руки для Гуннара. Узнав об этом, Брюнхильд заставит Гуннара и его братьев предательски убить героя.
В других текстах Грипир не упоминается, исследователи полагают, что он мог быть придуман на заключительном этапе работы над сборником: «Пророчество Грипира» могло быть написано составителем, чтобы сделать идею антологии более понятной. Соответственно эту поэму считают самой поздней из включённых в состав «Старшей Эдды».